# Tartit
I Tartit  (in lingua tamashek "unione") è un gruppo musicale della regione di Timbuctù, nel nordest del Mali. Il gruppo è composto da cinque donne e quattro uomini, appartenenti all'etnia Tamashek (Tuareg) della confederazione Kel Antessar. Si sono incontrati in un campo profughi in Burkina Faso, dove la loro musica divenne un mezzo di sopravvivenza di fronte ai problemi economici, politici e sociali della regione.

## Origine
Nel dicembre 1995, pochi mesi dopo la loro formazione, i Tartit fecero il loro concerto di debutto al MASA Trade Fair for African Arts tenutasi a Abidjan in Costa d'Avorio. Nello stesso anno il gruppo ha partecipato al "Festival delle Voci di Donne" a Liegi, in Belgio. A partire da questo evento i Tartit cominciarono a ottenere una certa visibilità internazionale, contribuendo a diffondere la conoscenza della cultura e della lingua tuareg in tutto il mondo.
Nel 1998 effettuarono un tour attraverso l'Europa e nel 2000 furono in tour nel Nord America. Al Womad Festival di Seattle, dopo aver eseguito il loro repertorio, cantarono sul palcoscenico assieme ai colleghi del Mali Ali Farka Touré e Afel Bocoum. Al Desert Music Festival di Essakane si esibirono ancora con Touré e Bocoum, ma anche con Tinariwen, Robert Plant, Oumou Sangaré, Lo'Jo e Baba Salah.
Nel 1997 i Tartit hanno pubblicato il loro primo album Amazagh, seguito da Ichichila (2000) e Abacabok (2006).
Nel 2006, si sono uniti a Afel Bocoum e Habib Koité per formare un collettivo, Deserto Blues.
Nel 2010 hanno partecipato alla rassegna Artintown a Torino.

## Formazione
- Fadimata Walett Oumar, voce e tamburo
- Mama Walett Amoumine, voce e tamburo
- Fadimata Walet Mohamedun,
- Zeinabou Walett Oumar, voce e tamburo
- Tafa al Hosseini, voce e imzad
- Amanou, voce
- Mohamed Issa ag Oumar, chitarra elettrica e voce
- Mossa ag Mohamed, voce
- Mohamed ag Idwal, chitarra

## Discografia
- 1997 - Amazagh
- 2000 - Ichichila
- 2006 - Abacabok